# Parker (película)
Parker es una película estadounidense del año 2013 dirigida por Taylor Hackford. Protagonizada por Jason Statham y Jennifer López, la película es una adaptación de Flashfire, de la saga de novelas Parker, escrita por Donald Westlake bajo el seudónimo de Richard Stark.

## Sinopsis
Parker (Jason Statham) es un ladrón profesional, especializado en grandes robos, que sigue un código estricto: no roba a los pobres ni hiere a personas inocentes. Su mentor Hurley (Nick Nolte) le pide que se haga cargo de un trabajo con un equipo que no conoce, que consiste en Melander (Michael Chiklis), Carlson (Wendell Pierce), Ross (Clifton Collins Jr.) y Hardwicke (Mica Hauptman). El trabajo consiste en robar el dinero recaudado de la Feria Estatal de Ohio, el cual resulta exitoso, pero Hardwicke ignoró las instrucciones, lo que provocó que matara a una mujer en un incendio que se realizó como distracción.
Parker, disgustado con los estándares poco profesionales del equipo, se niega a participar en otro robo que podría generarles millones. Al necesitar su parte del botín de Ohio para financiar el trabajo más importante, el equipo de Melander decide dispararle a Parker y dejarlo morir en una carretera. Habiendo sobrevivido, Parker es encontrado por una familia de agricultores de tomates, quienes lo llevan al hospital. Allí logra someter a un enfermero, le roba el uniforme y se escapa. Luego roba en una tienda de cobro de cheques, le dispara al propietario en la pierna, ata al propietario y al empleado, los embiste con cinta adhesiva y luego le roba el auto a una mujer.
Parker le dice a Hurley que quiere ir tras el traidor de Melander, que ha ido a Palm Beach, Florida, por otro atraco. Al enterarse de que Parker está vivo, el equipo usa conexiones de la mafia para contratar a un sicario llamado Kroll (Daniel Bernhardt). Kroll intenta secuestrar a la novia de Parker, Claire (Emma Booth), que es la hija de Hurley. Ella apenas escapa y se esconde. Hurley está preocupado y sugiere a Parker que se escape con ella, pero Parker está completamente decidido a vengarse.
En Palm Beach, Parker se hace pasar por un rico tejano llamado Daniel Parmitt, que busca un lugar donde vivir. Leslie Rodgers (Jennifer Lopez) es una agente de bienes raíces deprimida y fracasada que vive con su madre (Patti LuPone) y que lucha financieramente después de un divorcio. Ella se emociona cuando Parker (como Parmitt) parece interesarse en sus propiedades, ya que está desesperada por una comisión.
Leslie comienza a sospechar cuando Parker sólo muestra interés en una casa que un hombre llamado Rodrigo compró recientemente y está remodelando. En realidad, Rodrigo es Melander, quien se queda en la casa con su equipo anticipando una subasta de joyas de $ 50 millones que planean robar. Parker regresa a esa casa para plantar sus armas, encontrar las armas del equipo y deshabilitar sus percutores.
Leslie descubre que Parker usa una identidad falsa. Ella ofrece su conocimiento local a cambio de una comisión del robo. Parker lo considera sólo después de hacer que Leslie se quitara la ropa para comprobar que no llevaba un micrófono. Juntos, planean robarle las joyas a Melander después de que él las robe de la subasta. Leslie le da un beso a Parker, pero él permanece distante, aunque obviamente atraído por ella.
El equipo de Melander se disfraza de repartidores. Mientras tanto, Kroll se entera de que Parker está en Palm Beach e intenta matarlo. Después de una sangrienta y salvaje pelea, Kroll apuñala a Parker en la mano, pero termina cayendo muerto desde el balcón del hotel donde se hospedaba Parker.
A la mañana siguiente, el ayudante del alguacil de Palm Beach, Jake Fernández (Bobby Cannavale) llega con preguntas para Leslie después de enterarse de que tenía un negocio con Daniel Parmitt. Ella se sorprende cuando descubre a un malherido Parker escondido en su casa con permiso de su madre. En su lugar de trabajo, Leslie se horroriza cuando ve en internet un video de la muerte de Kroll, que fue filmado por espectadores locales. A petición de Parker, ella contacta a Claire, quien viene a curar sus heridas. Su posterior encuentro le deja claro a Leslie que Claire es la mujer de su vida.
El equipo roba con éxito las joyas. Nadan de regreso a la casa, donde un débil y herido Parker los espera para emboscarlos. Preocupada de que Parker pueda necesitar ayuda, Leslie comienza a husmear en el jardín. Los ladrones la encuentran y la llevan adentro, donde la golpean y la interrogan, asumiendo que ella y Parker están trabajando juntos. Ross sale de la casa y Parker lo apuñala hasta morir. Los demás hombres de Melander comienzan a entrar en pánico.
Melander encuentra a Parker y se produce una pelea. Carlson comienza a molestar a Leslie, pero ella le dispara con un arma que ubicó debajo de la mesa, que Parker había plantado previamente. Parker, a pesar de sus heridas, es capaz de matar a Melander. Todos los miembros del equipo terminan muertos. Parker y Leslie acuerdan esconder las joyas y el envío de su comisión. Ambos se separan, Parker muestra algo de arrepentimiento cuando se va.
Seis meses después, Parker va a Chicago y mata al jefe del sindicato que contrató a Kroll para matarlo. Un año más tarde, Leslie recibe dos cajas selladas por correo que contienen varios millones de dólares. Al final se muestra a los agricultores de tomate, quienes salvaron la vida de Parker, hablando con alguien acerca de cómo, de alguna manera, obtuvieron una gran cantidad de dinero que les ha cambiado la vida. Le dan crédito al extraño, pensando que debió haber sido un ángel enviado para ponerlos a prueba.

## Reparto
- Jason Statham como Parker.
- Jennifer Lopez como Leslie Rodgers.
- Michael Chiklis como Melander.
- Wendell Pierce como Carlson.
- Clifton Collins Jr. como Ross
- Bobby Cannavale como Jake Fernández.
- Patti LuPone como Ascensión.
- Carlos Carrasco como Norte.
- Micah A. Hauptman en agosto Hardwicke.
- Emma Booth como Claire.
- Nick Nolte como Hurley.
- Daniel Bernhardt como Kroll.
- Dax Riggs como él mismo.